# Kinnula
Kinnula es un municipio de Finlandia ubicado en la región de Finlandia Central.
En 2022, el municipio tenía una población de 1553 habitantes. Algo más de la mitad vivían el propio pueblo de Kinnula, la única localidad urbanizada que existe en el municipio; el resto de la población vivía en casas dispersas.
Se ubica unos 120 km al noroeste de Jyväskylä, sobre la carretera 58. El término municipal es limítrofe con la región de Ostrobotnia Central y la región de Ostrobotnia del Norte.

## Historia
Se conoce la existencia del pueblo en documentos suecos desde 1711, aunque durante mucho tiempo fue un lugar de escasa relevancia por hallarse en un área muy despoblada. La iglesia del pueblo fue reconocida como parroquia en 1910. Kinnula tiene estatus municipal desde 1914.